# 오이타시 미술관
오이타시 미술관(大分市美術館 오이타시비주쓰칸[*])은 일본 오이타현 오이타시에 있는 미술관이다.